# Grad Greben
Grad Greben je srednjeveški utrjen grad v Krupi ob Vrbasu, 25 km južno od Banja Luke. V virih se prvič omenja leta 1192, nato pa leta 1322 in 1346, ko je gradu vladal neki Nikola.

## Zgodovina
V 14. stoletju je grad Greben pripadal županiji Zemljanik, na področju Donji kraji. Leta 1357 so takratni plemiči v Donjih Krajih, knez Grgur in Vladislav Pavlović, sinova kneza Pavla Hrvatinića, ter Grgur Stipanić predali grad Greben in Glamoč Madžarski v zameno za posestvo Dobra Kuča v Slavoniji. Tako so priznali madžarskega kralja za svojega gospodarja, dolina Vrbasa pa je padla pod ogrsko oblast. Da je bil grad Greben v naslednjih letih pod ogrsko oblastjo, kaže listina iz leta 1365, v kateri je gospodar (upravitelj) Bakoč omenjen kot sanski župan in kastelan trdnjav Kozara in Greben ob Vrbasu.
Znano je, da so se frančiškani v 14. stoletju skušali uveljaviti v Donjih Krajih. Njihovi samostani so bili organizirani po kustodijah. Po besedah p. Bartola Pisanskega (popis je iz leta 1385) je obstajala Grebenska kustodija, v podgradju Grebena pa je bila frančiškanska cerkev. Takrat je Bosni vladal Tvrtko I. Kotromanić.
V obdobju od 1527 do 1528 je bosanski sandžak-beg Gazi Husrev osvojil Jajaško banovino in z njo grad Greben. Očitno je bil Greben takrat hudo poškodovan. V osmanskih virih se omenja leta 1562, na območju nahije Jajce, pod imeni Greben in Vrh Krupa. Zdi se, da je bil grad zapuščen v času osmanske vladavine. 
Danes je v dotrajanem stanju. Nekoliko bolje sta ohranjena le stolp nad Vrbasom in del obzidja, ki se spušča proti kanjonu reke.
V njegovi bližini so ostanki srednjeveških utrjenih gradov Zvečaj in Bočac.